# Rogier Petrus Johannes de Kok
Rogier Petrus Johannes de Kok ( 1964) es un botánico y taxónomo holandés.
En 1987 obtuvo su M.Sc. en Biología, en la Rijksuniversiteit, de Leiden. Y en 1997 su doctorado por la Universidad de Oxford, realizando la defensa de su tesis: The biology and systematics of Oxera, Faradaya and Hosea (Labiatae).

## Algunas publicaciones
- rogier de Kok, e.c. Vellinga. 1998. Notulae ad floram agaricinam neerlandicam - XXXI, Macrolepiota. Persoonia 17(1)

- --------------------, s. Atkins. 1997. The genus Archboldia E.Beer & H.J.Lam is put into the synonymy of Clerodendrum L. (Labiatae). Kew Bulletin 52(2): 503-504

### Libros
- rogier de Kok, tim Utteridge. 2010. Field Guide to the Plants of East Sabah. Edición ilustrada de Royal Botanic Gardens, Kew, 176 pp. ISBN 1842463780

## Honores
- 1996: Premio a la mejor investigación en capital humano y movilidad CE, Red de Cooperación de la diversidad botánica de la región Indo-Pacífica[1]

Miembro de
- 1992: Dutch Mycological Society
- 1998: Australian Systematic Botany Society
- 1994-1997: Rare Plants group of the Ashmolean Natural History Society, Oxford